# 문지후
문지후(본명:문효준, 1991년 4월 29일 ~)는 대한민국의 배우이다. 과거 대한민국의 보이 그룹 에이젝스 멤버였다.

## 출연 작품

### 드라마
| 연도 | 방송사         | 제목                      | 역할   | 비고     |
| ---- | -------------- | ------------------------- | ------ | -------- |
| 2014 | 네이버 TV      | 뱀파이어의 꽃             | 아칸   | 웹드라마 |
| 2016 | 네이버TV       | 잔혹둥화 - 츤데렐라       | 김카   | 웹드라마 |
| 2017 | 네이버TV       | 연애 말고 연애            | 신우   | 웹드라마 |
| 2017 | KBS2           | 저글러스                  | 민들레 |          |
| 2019 | tvN            | 진심이 닿다               | 문지후 |          |
| 2019 | 올레 TV 모바일 | 눈 떠보니 세명의 남자친구 | 지후   | 웹드라마 |
| 2020 | JTBC           | 안녕 드라큘라             | 최선생 |          |
| 2020 | MBC            | 나를 사랑한 스파이        |        |          |
| 2021 | WHYNOT, Seezn  | 파트타임멜로              |        | 웹드라마 |
| 2021 | KBS미디어      | 짠내아이돌                | 은현   | 웹드라마 |
| 2022 |                | 깨물고 싶은               | 해수   | 웹드라마 |
| 2023 | MBC            | 세 번째 결혼              | 백상철 | 132부작  |
| 2023 | Amazon Prime   | 내 남자는 큐피드          | 천동칠 | 웹드라마 |
| 2024 | KBS2           | 스캔들                    | 강은재 | 특별출연 |

### 영화
| 연도   | 제목   | 역할   | 비고 |
| ------ | ------ | ------ | ---- |
| 2018년 | 짱     | 김태풍 |      |
| 2022년 | 싱어송 | 시준   |      |

### 방송
- 2013년 일본 KNTV 《뮤직칸》 - 진행 (With 승엽)
- 2014년 QBS 《버추얼 트립 인 모바일》 (With 재형)
- 2021년 신고식《신고식 ~ 아이돌의 귀환》 (with 최성민)

## 그 외 활동

### 광고
| 연도 | 회사명 | 품목     | 제품명       | 비고 |
| ---- | ------ | -------- | ------------ | ---- |
| 2017 | HSAd   | 가전제품 | 에어컨       |      |
| 2020 | LG     | 가전제품 | 디오스냉장고 |      |
| 2020 | 카누   | 음료     | 디카페인     |      |
| 2020 | 리니지 | 게임     | 리지니m      |      |

## 수상 목록
- 2024년 MBC 연기대상 일일드라마 부문 남자 우수연기상